# SpaceX CRS-29
SpaceX CRS-29 eller SpX-29 var en flygning till Internationella rymdstationen med SpaceX:s rymdfarkost Dragon 2. Farkosten sköts upp av en Falcon 9-raket, från Kennedy Space Center LC-39, den 10 november 2023.
Farkosten dockade med rymdstationen den 11 november 2023.
Farkosten lämnade rymdstationen den 21 december 2023, några timmar senare återinträdde den i jordens atmosfär och landade i Mexikanska golfen.